# 17040 Almeida
17040 Almeida este o planetă minoră (asteroid), cu un diametru de 7,817 km, din centura de asteroizi. A fost descoperită pe 19 martie 1999 la Experimental Test Site⁠(d) de Lincoln Near-Earth Asteroid Research. 
Obiectul prezintă o orbită caracterizată de o semiaxă mare de 2,3160415 UAi, o excentricitate de 0,03, o înclinație de 4,30873 ° în raport cu ecliptica.